# Torre de Cal Jeroni
La Torre de Cal Jeroni és una obra gòtica de Creixell (Tarragonès) declarada Bé Cultural d'Interès Nacional.

## Descripció
Es tracta d'una torre de defensa que formava part de la muralla medieval, de base quadrangular. De les torres que es conserven, és la més alta, amb 12 metres i està coronada amb merlets tronco piramidals.